# 维多利亚州地理
维多利亚州位于澳大利亚大陆东南部，与塔斯马尼亚岛隔巴斯海峡相望。维多利亚州总面积为227,594 km2 。

## 地貌
该州中东部地区为大分水岭山脉。西部为平原。最高点为波冈山，海拔1,986 m。

## 水文
主要河流为墨累河，长约2,575 km 。最大湖泊为吉普斯兰湖，面积为600平方公里

## 气候
气候温暖湿润，多雨。

## 自然资源

### 生物资源
维多利亚州主要野生动物有考拉、袋鼠等。

### 矿产资源
维多利亚州主要有煤炭、石油、天然气等矿藏。